# Aclemmysa algirica
Aclemmysa algirica es una especie de coleóptero de la familia Endomychidae.

## Distribución geográfica
Habita en Argelia.